# Liriomyza virgo
Liriomyza virgo is een vliegensoort uit de familie van de mineervliegen (Agromyzidae). De wetenschappelijke naam van de soort is voor het eerst geldig gepubliceerd in 1838 door Johan Wilhelm Zetterstedt. De soort komt voor van Groot-Brittannië tot Finland en de Baltische staten.